# Пирязев, Андрей Никифорович
Андрей Никифорович Пирязев (1916—1983) — старшина Советской Армии, участник Великой Отечественной войны, Герой Советского Союза (1944).

## Биография
Андрей Пирязев родился 15 октября 1916 года в селе Вязовёнки (ныне — Скопинский район Рязанской области). С 1923 года проживал вместе с семьёй в Московской области. После окончания начальной школы работал сначала на Каширской ГРЭС, затем на железной дороге, в геолого-разведывательной экспедиции. В 1941 году Пирязев был призван на службу в Рабоче-крестьянскую Красную Армию. С февраля 1943 года — на фронтах Великой Отечественной войны. В боях был ранен.
К октябрю 1943 года красноармеец Андрей Пирязев был сапёром 12-го отдельного сапёрного батальона 106-й стрелковой дивизии 27-го стрелкового корпуса 65-й армии Центрального фронта. Отличился во время битвы за Днепр. 15 октября 1943 года Пирязев в составе передовой группы переправился через Днепр в районе посёлка Лоев Гомельской области Белорусской ССР и принял активное участие в боях за захват, удержание и расширение плацдарма на его западном берегу, лично уничтожил несколько вражеских солдат. Совершил 5 рейсов, перевозя бойцов и командиров со снаряжением, несмотря на тяжёлое ранение в спину продолжал выполнять боевую задачу, пока не потерял сознание от потери крови.
Указом Президиума Верховного Совета СССР «О присвоении звания Героя Советского Союза генералам, офицерскому, сержантскому и рядовому составу Красной Армии» от 15 января 1944 года за «образцовое выполнение боевых заданий командования на фронте борьбы с немецкими захватчиками и проявленными при этом отвагу и геройство» красноармеец Андрей Пирязев был удостоен высокого звания Героя Советского Союза с вручением ордена Ленина и медали «Золотая Звезда» за номером 3030.
В 1946 году в звании старшины Пирязев был демобилизован. Проживал и работал в Коломне. Скончался 20 августа 1983 года, похоронен на воинском кладбище Коломны.
Почётный гражданин Озёрского района Московской области. Был также награждён рядом медалей.